# Westland nationalpark
Westland nationalpark är en nationalpark på Sydön i Nya Zeeland som ingår i världsarvsområdet Te Wahipounamu. 
Parkens fullständiga officiella namn är Westland Tai Poutini National Park och dess yta omfattar cirka 1 175 kvadratkilometer. 
Naturen i parken varierar från kustområden med våtmarker och flodmynningar till tempererade regnskogar, bergsområden och glaciärer. De två största glaciärerna är Fox Glacier och Franz Josef Glacier.
Historiskt har området under flera hundra år varit en boplats för maorier och det finns många äldre spår efter denna kultur i parken. Sedan Nya Zeeland upptäcktes av Abel Tasman år 1642 var det europeiska intresset för området länge relativt litet, med undantag för jakt på de pälssälar som fanns längs kusterna. Några större europeiska bosättningar etablerades inte här förrän guld upptäcktes i området under den senare hälften av 1800-talet. Tillgången på guld minskade dock snart, men lämningar från gamla övergivna guldgrävarstäder kan ännu ses i parken.